# Grenant-lès-Sombernon
Grenant-lès-Sombernon là một xã ở tỉnh Côte-d’Or trong vùng Bourgogne, phía đông nước Pháp. Xã Grenant-lès-Sombernon nằm ở khu vực có độ cao trung bình 570 mét trên mực nước biển. Trước 16 tháng 9 năm 2005 có tên là Grenand-lès-Sombernon.